# Lena Góra
Lena Góra (ur. 1990 w Gdańsku) – polska aktorka i scenarzystka filmowa.

## Życiorys
Na ekranie zadebiutowała w roli Alexis w filmie DJ (2017). W 2020 roku grała pierwszoplanową rolę Anny Ziembińskiej w serialu Canal+ pt. Król.
Wraz z Olgą Chajdas stworzyła scenariusz do filmu Imago (2023), w którym odegrała główną rolę Eli, za którą na Festiwalu Polskich Filmów Fabularnych otrzymała nagrodę za główną rolę kobiecą oraz Złotego Szczeniaka na Festiwalu Aktorstwa Filmowego im. Tadeusza Szymkowa. Za rolę była również nominowana do Nagrody im. Zbyszka Cybulskiego oraz do Polskiej Nagrody Filmowej tzw. Orła.
W 2023 roku otrzymała Złotego Anioła dla Obiecującej Europejskiej Aktorki na 21. Międzynarodowym Festiwalu Filmowym Tofifest w Toruniu.
Odgrywała rolę Basi Lipińskiej w serialu TVP1 Będziemy mieszkać razem (2024) oraz główną rolę Ewy Oginiec w serialu platformy Max pt. Przesmyk.

## Filmografia
| Rok     | Tytuł                   | Rola                            | Uwagi |
| ------- | ----------------------- | ------------------------------- | --- |
| 2017    | DJ                      | Alexis                          | |
| 2020    | Król                    | Anna Ziembińska                 | |
| 2021    | Erotica 2022            | aktorka                         | |
| 2022    | Zołza                   | scenarzystka „Idealnej rodziny” | |
| 2022    | Roving Woman            | Sara                            | - także jako scenarzystka i producentka - Wyróżnienie na Koszalińskim Festiwal Debiutów Filmowych „Młodzi i Film” |
| 2022    | Noc w przedszkolu       | Justyna Kęs                     | |
| 2023    | Święty                  | Jola Baran, żona Andrzeja       | |
| 2023    | Imago                   | Ela                             | - także jako scenarzystka - nagroda za główną rolę kobiecą na Festiwalu Polskich Filmów Fabularnych - Złoty Szczeniak na Festiwalu Aktorstwa Filmowego im. Tadeusza Szymkowa - nominacja do Nagrody im. Zbyszka Cybulskiego - nominacja do Polskiej Nagrody Filmowej tzw. Orła |
| 2024    | Będziemy mieszkać razem | Basia Lipińska                  | |
| od 2024 | Przesmyk                | Ewa Oginiec                     | |